# استاروموسیاتوو
استاروموسیاتوو (انگلیسی: Staromusyatovo) یک شهرک در شهرستان بورزیانسکی باشقیرستان کشور روسیه است.